# Аксенгір (Актогайський район)
Аксенгі́р (каз. Ақсеңгір) — село у складі Актогайського району Карагандинської області Казахстану. Входить до складу Нуркенського сільського округу.
Населення — 31 особа (2021; 106 у 2009, 69 у 1999, 143 у 1989).
Національний склад станом на 1989 рік:
- казахи — 100 %.